# Список умерших в 1229 году
В этой статье представлен список известных людей, умерших в 1229 году.
См. также: Категория:Умершие в 1229 году

## Январь
- 17 января — Альберт Буксгевден — первый епископ Рижский (1199—1229) (епископ Ливонии), основатель Риги (1201) и ордена меченосцев (1202)

## Февраль
- 14 февраля — Рангвалд Годредссон — король Островов (1187—1226)

## Март
- 13 марта:
  - Бланка Наваррская — графиня-консорт Шампани (1199—1201), как жена Тибо III, регент Шампани (1201—1222);
  - Санша Португальская (48) — португальская инфанта, святая римско-католической церкви[1].
- 23 марта — Вильгельм фон Экубленс[нем.] — епископ Лозанны (1221—1229)
- 29 марта — Ги V — виконт Лиможа (1199—1229).

## Апрель
- 1 апреля — Авраамий Болгарский — русский православный святой, мученик, Владимирский чудотворец, проповедник православия среди волжских булгар
- 17 апреля — Бернхард I[нем.] — граф Лебенау (1210—1229)
- 25 апреля — Герман II[англ.] — сеньор Липпе (1196—1229)

## Июнь
- 24 июня — Готье III, сеньор Цезареи (Иерусалимское королевство), коннетабль королевства Кипр.
- ас-Саккаки[нем.] — арабский грамматик и оратор.

## Июль
- 21 июля — Иво Одровонж — епископ Кракова (1218—1229), польский гуманист, святой римско-католической церкви.

## Август
- 20 августа — Якут аль-Хамави — мусульманский учёный и писатель, филолог, путешественник, историк и географ.
- 29 августа — Пьер де Монлор[фр.] — епископ Марселя (1217—1229)

## Сентябрь
- 12 сентября — Гильом II — виконт Беарна, виконт Габардана, виконт Брюлуа (1224—1229), погиб на Мальорке.
- 25 сентября — Тибо Амьенский[фр.] — архиепископ Руана (1222—1229)

## Октябрь
- 10 октября — Генрих де Бомон, 5-й граф Уорик — граф Уорик (1203—1229), английский военачальник
- 22 октября — Герхард III — граф Гельдерна и граф Цютфена (1207—1229)
- 26 октября — Фолко Скотти[итал.] — епископ Павии (1216—1229), святой римско-католической церкви.

## Ноябрь
- 14 ноября — Мартин Паттишальский[англ.] — главный судья Верховного суда Англии (1217—1229)

## Декабрь
- 17 декабря — Рандульф Эвешамский[англ.] — епископ Вустера (1213—1214).
- 28 декабря — Эрмесенда де Кастельбон, графиня Фуа (с 1223) (по правам мужа), виконтесса Кастельбона (с 1226), баронесса Кабоэт и сеньора Андорры (с 1201/3).

## Дата неизвестна или требует уточнения
- Абдуллах ибн Абд аль-Вахид, второй правитель (вади) Хафсидов в Ифрикии (1224—1229).
- Абу Яхья ат-Тинмалали, последний вали (губернатор) Аль-Джаззира аль-Шаркуйя ли-ли-Андалус (1208—1229).
- Генрих II де Куртене — маркграф Намюра (1226—1229).
- Гийас ад-Дин Пир-шах, хорезмийский царевич, сын хорезмшаха Мухаммеда.
- Гуго де Пьерпон[англ.] — епископ Льежа (1200—1229)
- Жоффруа I де Виллардуэн — участник четвёртого крестового похода, князь Ахейи (1209—1229)
- Мэттью Шотландский[англ.] — лорд-канцлер Шотландии (1227—1229), епископ Абердина (1228—1229), епископ Данкелда (1229)
- Насреддин Махмуд[англ.] — губернатор Бенгалии (1227—1229).
- Пьер Рожер де Кабаре, феодал области Кабардес и военный лидер сопротивления Окситании в течение Альбигойского крестового похода.
- Тибо де Блазон[фр.] — французский поэт
- Хью де Сигилло[англ.] — епископ Данкелда (1214—1229)